# Fragend-entwickelnder Unterricht
Der fragend-entwickelnde Unterricht ist eine didaktische Konzeption, eine Arbeitsform und Technik des Unterrichtens, die sowohl im geisteswissenschaftlichen als auch im mathematisch-naturwissenschaftlichen Schulunterricht angewendet wird.

## Begriffscharakterisierung, begriffliche Einordnung
Dem fragend-entwickelnden Unterricht liegt in der Regel ein eng umrissenes Erkenntnisziel zugrunde, auf das die Lehrperson durch Fragen hinführt. Deren Beantwortung macht das Ziel in vorüberlegten Etappen erreichbar. Dabei entwickelt die Lehrkraft das Problem um den Sachverhalt, zu dem etwas erkannt werden soll, aus Sicht und teilweise in der Sprache der Schüler – unter Nutzung von deren Vorwissen. Trotz aller Problematik besitzen solche fragend-entwickelnden Phasen ihre Berechtigung, wenn sie zeitlich begrenzt die Lernenden dazu bringen, in einem gemeinsamen Denkprozess wesentliche Fragen zu klären.
Begrifflich fällt die beschriebene Arbeitsform und Technik des Unterrichtens unter den Oberbegriff des Unterrichtsgesprächs, zu dem es unterschiedliche Gesprächsformen gibt, von denen eine das „fragend-entwickelnde Unterrichtsgespräch“ ist, das die besagte Technik des Unterrichtens ermöglicht.
Der fragend-entwickelnde Unterricht gilt als Arbeitsform des Frontalunterrichts.
Trotz einiger Parallelen und Gemeinsamkeiten ist dieser Unterricht vom forschend-entwickelnden Unterricht der naturwissenschaftlichen Unterrichtsfächer zu unterscheiden.

## Kritik
Ein häufiger Kritikpunkt an dieser Unterrichtsform ist, dass der fragend-entwickelnde Unterricht die Selbsttätigkeit der Schüler einschränke und damit die Vielfalt von Lösungswegen nicht immer ausreichend zulasse.
Des Weiteren wird kritisiert, dass diese Unterrichtsform trotz der Gesprächssituation stark lehrerzentriert sei und zu den Frontalformen gehöre, da die Lehrperson das Unterrichtsgeschehen durch Fragen kontrolliert und somit den Lernprozess steuert.